# فينتشنزو ناتالي
فينتشنزو ناتالي (بالإنجليزية: Vincenzo Natali)‏ هو كاتب سيناريو ومخرج أمريكي وكندي، ولد في 6 يناير 1969 في ديترويت في الولايات المتحدة.

## وصلات خارجية
- فينتشنزو ناتالي على موقع IMDb (الإنجليزية)
- فينتشنزو ناتالي على موقع ألو سيني (الفرنسية)
- فينتشنزو ناتالي على موقع أول موفي (الإنجليزية)
- فينتشنزو ناتالي على موقع بوكس أوفيس موجو (الإنجليزية)
- فينتشنزو ناتالي على موقع قاعدة بيانات الأفلام السويدية (السويدية)
- فينتشنزو ناتالي على موقع إن إن دي بي (الإنجليزية)
- فينتشنزو ناتالي على موقع ديسكوغز (الإنجليزية)
- فينتشنزو ناتالي على موقع قاعدة بيانات الفيلم (الإنجليزية)
- فينتشنزو ناتالي على موقع كينوبويسك (الروسية)